# Georges Lycan
Georges Lycan est un acteur français, né le 8 mai 1924 à Francueil (Indre-et-Loire) et mort le 6 février 2006 dans le 17e arrondissement de Paris.
Actif dans le doublage, il a notamment été une voix récurrente de nombreux personnages (Ten Shin Han, Ginyu, Dr Gero, Cell, etc.) et le narrateur de la série d'animation Dragon Ball Z.

## Filmographie

### Cinéma
- 1948 : Le Secret de Mayerling de Jean Delannoy
- 1949 : Le Jugement de Dieu de Raymond Bernard
- 1951 : Autant en emporte le gang de Jacques Moisy et Michel Gast
- 1957 : Filles de nuit de Maurice Cloche
- 1957 : Marchands de filles de Maurice Cloche
- 1958 : Maigret tend un piège de Jean Delannoy : Un inspecteur
- 1958 : Le Fric de Maurice Cloche : Le prisonnier
- 1958 : Guinguette de Jean Delannoy : Bascule
- 1958 : Archimède le clochard de Gilles Grangier : Le vendeur d'os
- 1958 : Les Jeux dangereux de Pierre Chenal : Le patron de Norma
- 1958 : Le Joueur de Claude Autant-Lara
- 1958 : Les Motards de Jean Laviron : Un espion
- 1958 : Prisons de femmes de Maurice Cloche : Le docteur de la prison
- 1959 : A pleines mains de Maurice Regamey
- 1959 : Détournement de mineures de Walter Kapps
- 1960 : Katia de Robert Siodmak
- 1960 : Le Baron de l'écluse de Jean Delannoy : Le matelot du yacht
- 1960 : Dynamite Jack de Jean Bastia : Louis
- 1960 : Le Miracle des loups de André Hunebelle : Sire de Gavray
- 1961 : La Princesse de Clèves de Jean Delannoy : Le majordome
- 1961 : La Peau et les Os de Jean-Paul Sassy : Mathon
- 1961 : En pleine bagarre : "Mani in alto" de Giorgio Bianchi
- 1961 : Le Triomphe de Michel Strogoff de Victor Tourjansky : Le Khan
- 1962 : Clémentine chérie de Pierre Chevalier  :Le garde du corps
- 1962 : La Salamandre d'or de Maurice Regamey
- 1962 : De l'or pour César (Oro per i Cesari) de Sabatino Ciuffini et André de Toth : Malendi le Celte
- 1963 : Les Bricoleurs de Jean Girault : Un chasseu
- 1963 : Le Bon Roi Dagobert de Pierre Chevalier : L'espion garde du corps de Dagobert
- 1964 : Les Chiens dans la nuit de Willy Rozier : Mouratis
- 1964 : Per un dollaro a Tucson si muore de Cesare Canevari
- 1964 : Les Sentiers de la haine - "Il piombo e la carne" de Marino Girolami
- 1965 : Les Forcenés - "Gli uomini dai paso pesante" de Alfredo Antonini et Mario Sequi : Long fellow Willy
- 1966 : Le Soleil des voyous de Jean Delannoy : Un malfrat
- 1966 : Triple Cross / La fantastique histoire vraie d'Eddie Chapman de Terence Young : Léo
- 1966 : Béru et ces dames de Guy Lefranc : Serge
- 1969 : La Peau de Torpedo de Jean Delannoy : Torpédo II
- 1970 : Fusil chargé de Carlo Lombardini
- 1970 : La Dame dans l'auto avec des lunettes et un fusil (The lady in the car with glasses and a gun) de Anatole Litvak : Le cafetier
- 1971 : Soleil rouge de Terence Young : Le shérif Stone
- 1974 : Vous ne l'emporterez pas au paradis de François Dupont-Midy
- 1974 : Marseille contrat (The Marseille contrat) de Robert Parrish : Henri
- 1981 : La Gueule du loup de Michel Léviant
- 1982 : Les Misérables de Robert Hossein : Gueulemer
- 1982 : Edith et Marcel de Claude Lelouch
- 1983 : Gwendoline de Just Jaeckin
- 1985 : Bleu comme l'enfer d'Yves Boisset : Le barman
- 1987 : Flag de Jacques Santi : Le second "Yougo"
- 1988 : Radio corbeau d'Yves Boisset : Sandoval père

### Télévision
- 1962 : Font-aux-cabres : Ortugno
- 1970 : Ne vous fâchez pas Imogène de Lazare Iglesis
- 1970 : Les Galapiats :  Mac Donnell
- 1971 : Tang d'André Michel (feuilleton télévisé) : Zens
- 1971 : Les Nouvelles Aventures de Vidocq, épisode La Caisse de fer de Marcel Bluwal
- 1972 : Les dossiers de Maitre Robineau, série réalisée par Nat Lilienstein, épisode "Cette mort si proche" : Soetan
- 1974 : Les Brigades du Tigre, épisode La confrérie des loups de Victor Vicas
- 1975 : Les Compagnons d'Euleusis, série réalisée par Claude Grinberg : Zéna
- 1976 : L'Homme D'Amsterdam, série réalisée par Victor Vicas
- 1976 : La Poupée sanglante, feuilleton télévisé de Marcel Cravenne : Sangor
- 1977 : Le Loup blanc de Jean-Pierre Decourt : « Madagascar »
- 1977 : Au théâtre ce soir : Le Faiseur d'Honoré de Balzac, mise en scène Pierre Franck, réalisation Pierre Sabbagh, théâtre Marigny
- 1978 : Histoire du chevalier Des Grieux et de Manon Lescaut de Jean Delannoy : Lambert
- 1980 : Commissaire Moulin de Claude Grinberg (épisode "La Bavure")
- 1982 : La Sorcière, téléfilm de Charles Brabant : Le capitaine des gardes
- 1983 : L'Homme de la nuit de Juan Luis Buñuel : Henri

## Théâtre
- 1949 : Le Bossu de Paul Féval et Anicet Bourgeois, mise en scène Jean-Louis Barrault, Théâtre Marigny
- 1951 : La Tragédie optimiste de Vsevolod Vichnevski, mise en scène Clément Harari, Théâtre Verlaine
- 1951 : Vogue la galère de Marcel Aymé, mise en scène Georges Douking, théâtre de la Madeleine
- 1952 : Sur la terre comme au ciel de Fritz Hochwälder, mise en scène Jean Mercure, Théâtre de l'Athénée
- 1953 : La Tragédie du roi Richard II de William Shakespeare, mise en scène Jean Vilar, TNP Festival d'Avignon
- 1954 : Le Prince de Hombourg d'Heinrich von Kleist, mise en scène Jean Vilar, TNP Festival d'Avignon
- 1954 : Macbeth de William Shakespeare, mise en scène Jean Vilar, TNP Festival d'Avignon
- 1954 : Lorenzaccio de Alfred de Musset, mise en scène Gérard Philipe, TNP théâtre de Chaillot
- 1955 : Dom Juan de Molière, mise en scène Jean Vilar, TNP Festival d'Avignon
- 1955 : Marie Tudor de Victor Hugo, mise en scène Jean Vilar, TNP Festival d'Avignon
- 1956 : Le Prince de Hombourg d'Heinrich von Kleist, mise en scène Jean Vilar, TNP Festival d'Avignon
- 1956 : Macbeth de William Shakespeare, mise en scène Jean Vilar, TNP Festival d'Avignon
- 1959 : La Descente d'Orphée de Tennessee Williams, mise en scène Raymond Rouleau, Théâtre de l'Athénée
- 1980 : Deburau de Sacha Guitry, mise en scène Jacques Rosny, Théâtre Edouard VII

## Doublage

### Séries télévisées[3]
- 1978 : San Ku Kaï : 3e ninja Stressos, Thoror
- 1980 : Winnetou le mescalero (de) : Divers Indiens
- 1981 : Un cas pour deux : Épisode 8 de la saison 14 - Assurance sur la mort : Arthur Deck
- 1981 : Un cas pour deux : Épisode 2 de la saison 15 - Le petit frère : le commissaire Brunner
- 1981 : Un cas pour deux : Épisode 1 de la saison 21 - Le père prodigue : Reuter
- Une multitude de voix secondaires dans cette même série notamment dans l'épisode 5 de la saison 20 - "Jeu, set et meurtre" et l'épisode 6 de la saison 21 - "Beauté fatale"
- 1982 : X-Or : Starex Blanc, le monstre (ép.9)

### Films d'animations[3]
- Joji Yanami dans :
  - 1987 : Dragon Ball : Le Château du démon : Narrateur
  - 1989 : Dragon Ball Z : À la poursuite de Garlic : Narrateur
  - 1990 : Dragon Ball Z : Le Robot des glaces : Narrateur
  - 1990 : Dragon Ball Z : Le Combat fratricide : Narrateur
  - 1990 : Dragon Ball Z : Baddack contre Freezer : Narrateur
  - 1991 : Dragon Ball Z : La Menace de Namek : Narrateur, Monsieur Brief
  - 1991 : Dragon Ball Z : La Revanche de Cooler : Narrateur
  - 1992 : Dragon Ball Z : Cent mille guerriers de métal : Narrateur
  - 1992 : Dragon Ball Z : L’Offensive des cyborgs : Narrateur
  - 1993 : Dragon Ball Z : Broly le super guerrier : Narrateur
  - 1993 : Dragon Ball Z : Les Mercenaires de l’espace : Narrateur
  - 1993 : Dragon Ball Z : L’Histoire de Trunks : Narrateur
  - 1994 : Dragon Ball Z : Rivaux dangereux : Narrateur
  - 1994 : Dragon Ball Z : Fusions : Narrateur
  - 1995 : Dragon Ball Z : L’Attaque du dragon : Narrateur
- Kenji Utsumi dans :
  - 1989 : Dragon Ball Z : À la poursuite de Garlic : Shenron
  - 1990 : Dragon Ball Z : Le Robot des glaces : Shenron
  - 1990 : Dragon Ball Z : Le Combat fratricide : Shenron
  - 1991 : Dragon Ball Z : La Menace de Namek : Slug, Shenron
  - 1991 : Dragon Ball Z : La Revanche de Cooler : Shenron
  - 1994 : Dragon Ball Z : Fusions : Shenron
  - 1995 : Dragon Ball Z : L’Attaque du dragon : Shenron
- Hirotaka Suzuoki dans :
  - 1990 : Dragon Ball Z : Le Combat fratricide : Ten Shin Han
  - 1993 : Dragon Ball Z : Les Mercenaires de l’espace : Ten Shin Han
- Daisuke Gôri dans :
  - 1989 : Dragon Ball Z : À la poursuite de Garlic : Gyumao
  - 1993 : Dragon Ball Z : L’Histoire de Trunks : Gyumao, Umigame
  - 1994 : Dragon Ball Z : Fusions : Roi Enma
- Hisao Egawa dans:
  - 1992 : Dragon Ball Z : L’Offensive des cyborgs : C-14
  - 1993 : Dragon Ball Z : Les Mercenaires de l’espace : Bido
- 1979 : Cendrillon (court-métrage d’animation) : Le père, le roi
- 1979 : Les Misérables (film d’animation) : Le juge, le boulanger
- 1981 : 20 000 lieues sous les Mers (film d’animation japonais) : Ben (Masatō Ibu)
- 1981 : L’Or des Lutins : Le capitaine (Gerry Matthews)
- 1982 : Albator 84 : L’Atlantis de ma jeunesse : Un humanoïde
- 1982 : Oliver Twist (film d’animation, 1982) : Le cuisinier
- 1984 : Luck l’Intrépide : Le complice de Cornélia
- 1987 : Dragon Ball : Le Château du démon : Le valet de Lucifer (Shozo Iizuka)
- 1989 : Dragon Ball Z : A la poursuite de Garlic : Tout-Puissant (Takeshi Aono), Ginger (Koji Totani)
- 1990 : Dragon Ball Z : Le Robot des glaces : Docteur Kochin (Koji Yada)
- 1990 : Dragon Ball Z : Baddack contre Freezer : Tooro (Banjo Ginga), voix diverses
- 1991 : Dragon Ball Z : La Menace de Namek : Slug (jeune) (Yusaku Yara)
- 1991 : Dragon Ball Z : La Revanche de Cooler : Dore (Masaharu Sato)
- 1992 : Dragon Ball Z : Cent mille guerriers de métal : Cooler (Ryusei Nakao)
- 1993 : Dragon Ball Z : Broly le super guerrier : Paragus (Iemasa Kayumi)
- 1993 : Dragon Ball Z : Les Mercenaires de l’espace : Udo (Kohei Miyauchi)
- 1995 : Dragon Ball Z : L’Attaque du dragon : Le voleur (Nobuhiko Kazama)

### Séries télévisées d'animation
- Joji Yanami dans :
  - 1986-1989 : Dragon Ball (série télévisée d'animation) : Narrateur (ép.64)
  - 1989-1995 : Dragon Ball Z : Narrateur, Monsieur Brief
- Daisuke Gôri dans :
  - 1986-1989 : Dragon Ball (série télévisée d'animation) : Umigame, Gyumao
  - 1989-1995 : Dragon Ball Z : Roi Enma, Umigame, Gyumao, Vinegar, Polunga, Roi Cold
- Toku Nishio dans :
  - 1986-1989 : Dragon Ball (série télévisée d'animation) : Mr. Popo
  - 1989-1995 : Dragon Ball Z : Mr. Popo
- 1969 : Judo Boy : L’homme blond (ép.1), Borgne (ép.2), Pouchine, Camillo, Pédro, l’homme singe, le chef randonneur
- 1977-1980 : Lupin III : Un bandit (ép.43), un policier (ép.44), l’homme au chat (ép.45)
- 1978 : Conan, le fils du futur : Lepka (Iemasa Kayumi), Raoh (Masato Yamanouchi) (1er doublage)
- 1981 : Rody le petit Cid : Omar, Domingo
- 1982 : Cobra : Salamandar (Hidekatsu Shibata) , Palmas, Galtan
- 1982-1983 : Gigi (série télévisée d'animation) : Le capitaine Black (ép.27)
- 1983 : G.I. Joe: Héros sans frontières : Serpentor (Dick Gautier)
- 1983 : Les Maîtres de l'Univers (série télévisée d'animation) : Granamyr (2e voix) (John Erwin), Kothos (2e voix)
- 1984 : Cathy la petite fermière : Salomon
- 1985-1987 : Clémentine : Didier Daurat
- 1985-1986 : Tobikage: Glen
- 1986-1989 : Dragon Ball (série télévisée d'animation) : Tao Paï Paï (Chikao Ōtsuka)
- 1986 : Les Aventures des Galaxy Rangers : Commandant Joseph Walsh (2e voix) (Earl Hammond), voix diverses
- 1987 : Le Prince Hercule : voix additionnelles
- 1990 : Peter Pan et les Pirates : Mr. Mouche (Ed Gilbert), Mr. Mollins (Jack Angel), le seigneur des glaces, divers pirates
- 1990 : Sophie et Virginie : Malumba
- 1989-1995 : Dragon Ball Z : Tao Paï Paï (Yukimasa Kishino), Cell (Dragon Ball) (Norio Wakamoto), Ginyu (Hideyuki Hori), Ten Shin Han (2e voix) (Hirotaka Suzuoki), Piccolo (Dragon Ball) (1e voix de remplacement) (Toshio Furukawa), Docteur Gero (Koji Yada), Reacum (Kenji Utsumi), Killer (Hiro Yuki), Yakon (Kono Yohiyuka), Sroke (Koji Totani), Capitaine Strong (Yukimasa Kishino), Caterpy (Yasuhiko Kawazu), Tsuno (Naoki Tatsuta), Soldat grenouille (Hitoshi Bifu), Spopovitch (Hisao Egawa), Kaïô du Sud (Toku Nishio), Saichôrô (Junpei Takiguchi), Muri (Kinpei Azusa), Chapchai (Kazunari Tanaka), Malaiko (Kazunari Tanaka), Puntar
- 1994 : Wild C.A.T.S: le commando galactique : Docteur Jeremy Stones/Maul (Paul Mota), Pike
- 1997 : Princesse Sissi : Le comte Arkas